# Fritz Koenig
Fritz Koenig (* 20. Juni 1924 in Würzburg; † 22. Februar 2017 in Ganslberg bei Landshut) war einer der international bedeutendsten deutschen Bildhauer des 20. Jahrhunderts. Koenig schuf zahlreiche Skulpturen, die weltweit im öffentlichen Raum aufgestellt sind. Seine Werke wurden in einer Einzelausstellung in den Uffizien von Florenz gezeigt und gehören zu den ikonischen Sehenswürdigkeiten von Weltstädten wie New York und Berlin.
Formaler wie auch inhaltlicher Kern von Koenigs Werk war die Vorstellung einer spirituellen und physischen Verschmelzung lebender Organismen. In deren Darstellung konzentriert sich Koenigs Werk auf die menschliche und zoomorphe Figur, die er aus Materialien wie Bronze, Eisen, Stein und in Einzelfällen Holz gestaltet. Typisch für zahlreiche Werke Koenigs ist die stilisierte Darstellung der menschlichen Form, bei denen die Köpfe kugelförmig und die Körper und Gliedmaßen zylinderförmig sind. Zu seinen wichtigsten Werken gehören das Mahnmal für das Konzentrationslager Mauthausen (1983) und das 1995 aufgestellte Denkmal für die Opfer des Attentats während der Olympischen Sommerspiele 1972 in München.
Koenigs Hauptwerk und bekannteste Arbeit ist die Große Kugelkaryatide N.Y. (1967–1971). Die mehr als 20 Tonnen schwere und fast acht Meter hohe monumentale Bronzeskulptur stand von 1972 bis zu den Terroranschlägen am 11. September 2001 zwischen den Zwillingstürmen auf dem Vorplatz des World Trade Centers (1973–2001) in New York City. Die Großplastik konnte nach den Anschlägen als einziges noch erhaltenes Kunstwerk beschädigt, aber weitestgehend intakt aus den Trümmern der eingestürzten Twin Towers geborgen werden. Seither veränderte sich die Rezeption der in den USA vornehmlich als The Sphere bekannten Bronzekugel zu einem bedeutenden symbolischen Mahnmal des 9/11-Gedenkens und steht seit 2017 als Teil des 9/11 Memorials im Liberty Park am Rande des neu erbauten World Trade Centers rund 200 Meter vom ursprünglichen Standort entfernt. Durch die Transformation vom Kunstwerk zum Mahnmal erhielt Koenigs Skulptur eine zeitgeschichtliche Bedeutungserweiterung, die jenseits ihrer Rolle in der Kunstgeschichte des 20. Jahrhunderts von außergewöhnlichem Wert ist.
Das künstlerische Gesamtwerk des Bildhauers, seine international renommierten Sammlungen afrikanischer Kunst und Artefakte von der Antike bis zum 20. Jahrhundert befinden sich im von ihm eigens konzipierten und von der Fritz-und-Maria-Koenig-Stiftung gegründeten Koenigmuseum in Landshut.

## Biographie

### Herkunft, Jugend, Kriegsjahre
Fritz Koenig war ein Urenkel von Johann Friedrich Gottlob Koenig (1774–1833), einem Pionier der industriellen Revolution in England und Deutschland und Erfinder des Rotationsdruckes, der den industriellen Buch- und Zeitungsdruck ermöglichte. Die von ihm gegründete Firma Koenig & Bauer in Würzburg ist noch heute eines der führenden Unternehmen der weltweiten Druckindustrie. Koenigs Großvater Friedrich von Koenig (1829–1924) war ebenfalls ein bedeutender Erfinder auf dem Gebiet von Druckmaschinen und wurde aufgrund seiner Verdienste durch königliche Ernennung in den persönlichen Adelsstand gehoben. Fritz Koenigs Großmutter Anastasia lsmailowa war eine russische Adlige und Tochter des Popen der russischen Kirche in Baden-Baden.
Fritz Koenig wurde 1924 als Sohn von Maximilian (1896–1943) und Gertrud Koenig (geb. Schumm; 1903–1997) in Würzburg geboren. Sein Vater trotzte seiner Herkunft aus einer überaus angesehenen, wohlhabenen, liberal-evangelischen Industriellendynastie und galt als Aussteiger ohne Ehrgeiz. Im 1. Weltkrieg diente er als Offizier und Flieger. Koenigs Mutter stammte aus einer Fabrikantenfamilie und galt als moderne, emanzipierte, kunstinteressierte und literarisch bewanderte Frau, die zudem als Mittelstürmerin Deutsche Meisterin mit der Würzburger Damen-Hockey-Mannschaft wurde. Im September 1929 ließ sich das Paar scheiden. Im Dezember 1929 heiratete seine Mutter Hermann Preisser (1894–1966) und zog mit Fritz nach Landshut. Koenigs Stiefvater entstammte einer gutsituierten, katholischen Architektenfamilie. In der Koenig-Biografie Fritz Koenig. Leben – Werk – Wirkung wird er als sadistischer Tyrann beschrieben, der Fritz Koenig, Koenigs Mutter und seine drei Stiefgeschwister terrorisierte und brutal schlug. Seine Schwester Christine bestreitet dies. „Mein Vater war streng, wie damals üblich, aber nicht brutal, keineswegs Sadist.“
1931 wurde Fritz Koenig eingeschult und besuchte zunächst die evangelische Jungen- und Mädchen-Volksschule St. Nikola in Landshut. 1935 wechselte er auf das humanistische Hans-Leinberger-Gymnasium. 1942 schloss Koenig die Reifeprüfung ab. Anschließend meldete sich Koenig freiwillig für den Kriegsdienst mit dem Wunsch in der Heimat seiner russischstämmigen Großmutter eingesetzt zu werden. Nach einer dreimonatigen Ausbildung von Oktober 1942 bis Februar 1943 beim Reservegebirgsjägerbataillon 98 in Garmisch und im französischen Annecy wurde er als junger Soldat einer österreichischen Gebirgsjäger-Einheit in den Kaukasus gesandt und nahm am Deutsch-Sowjetischen Krieg in der Ukraine teil. Im August 1943 erkrankte Koenig an Hepatitis. Nach Lazarettaufenthalten nahe Kiews und in Prag kam Koenig nach Salzburg und wurde hier am 1. Dezember 1943 zum Gefreiten befördert. Im April 1944 wurde er an die Ostfront zu einem Stellungskrieg im Grenzgebiet der Republiken Ukraine und Moldau geschickt. Anschließend ging es im Mai 1944 weiter an die Karpatenfront nach Rumänien und im Zuge des Rückzugs vor der russischen Armee nach Ungarn. Am 6. Oktober 1944 wurde Koenig verwundet und kam nach Prag in ein Lazaratt. Nach seiner Genesung wurde er im Januar 1945 erneut in den Krieg abberufen, zunächst nach Innsbruck, dann an die bereits stark zurückgedrängte Front nach Kattowitz. Während der Kämpfe im Zuge eines Durchbruchs der 4. Ukrainischen Armee im April 1945 wurde Koenig von Granatsplittern schwer verwundet. Dem zwanzigjährigen Koenig drohte die Amputation seines Beines, doch ein junger Wehrmachtschirurg konnte das Bein in einer Operation retten. Daraufhin wurde Koenig in ein Reservelazarett nach Zwickau verlegt. Während seiner Genesung eroberten US-Truppen am 17. April 1945 die Stadt. Kurz darauf wurde Koenig als kriegsgefangener Lazarettinsasse in seine Heimat Landshut entlassen. Im Verlauf des Krieges wurde Koenig vor ein Kriegsgericht gestellt, da er einen zerstörten und umgestürzten deutschen Panzer zeichnete. In Anbetracht seines jugendlichen Alters kam er mit einer strengen Verwarnung davon. Am Ende des Krieges erlitt er eine Schussverletzung im Bein. Tagelang drohte dem zwanzigjährigen Koenig die Amputation. Fritz Koenigs leiblicher Vater Maximilian diente ebenfalls im Zweiten Weltkrieg. Während des Afrika-Feldzugs von Erwin Rommel wurde er zum Kriegsende als Stadtkommandant von Tunis eingesetzt. Koenigs Vater geriet in amerikanische Kriegsgefangenschaft und starb 1943 in Houston (Texas) an Malaria.
Die Erlebnisse des jugendlichen Soldaten Fritz Koenig an der Ostfront in Russland haben die Handschrift des Künstlers zeitlebens mitgeschrieben. Dementsprechend identifizierte sich Koenig mit der ihr innewohnenden Kunstdefinition des amerikanischen Schriftstellers John Updike:

„Die Wahrheit der Kunst liegt im Leid, das sie birgt.“

### Studium, erste Ausstellungen, Hochzeit, Pferdezucht

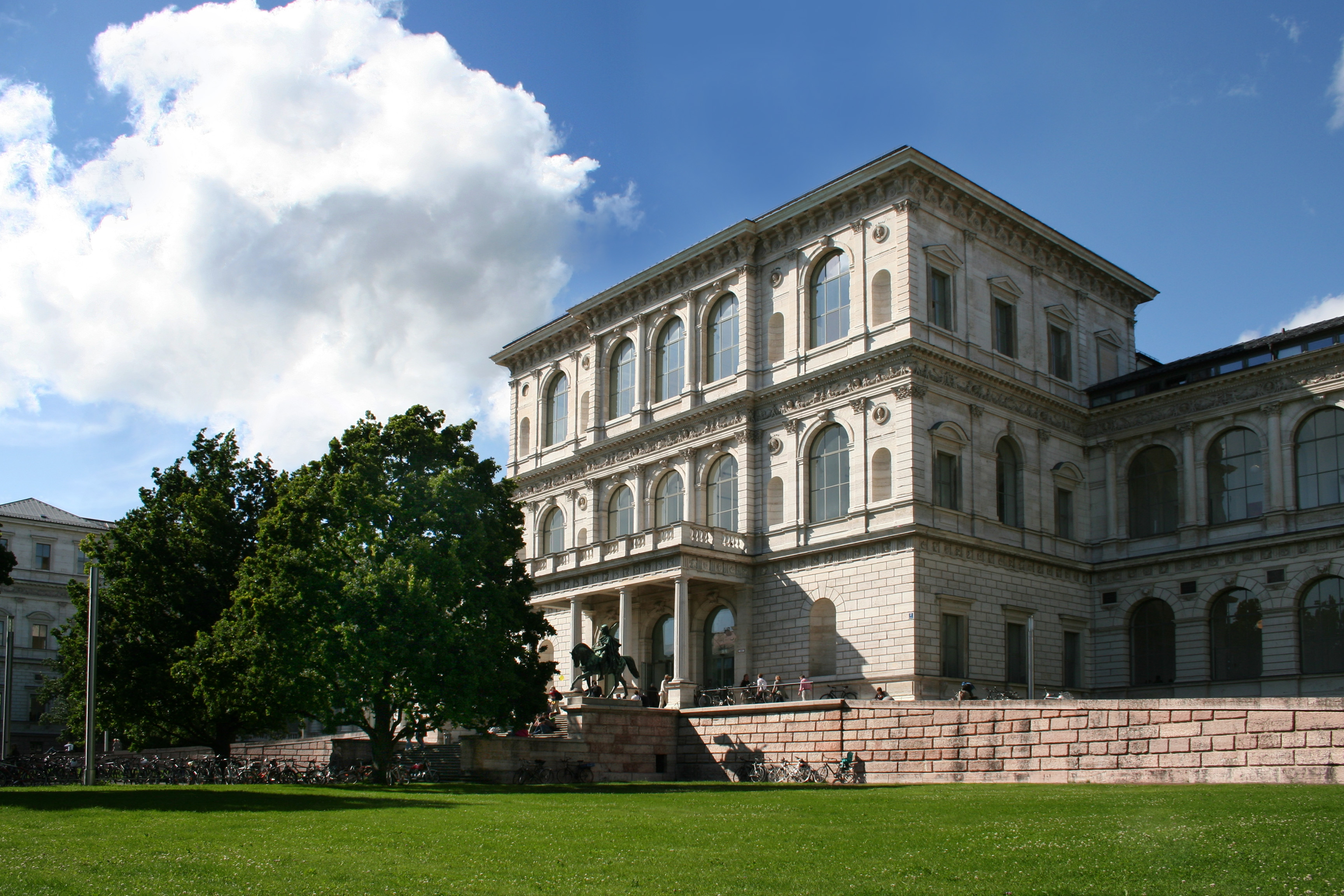
Fritz Koenig studierte zwischen 1946 und 1952 Bildhauerei bei Josef Wackerle und Anton Hiller an der Akademie der Bildenden Künste in München

Koenig gehörte 1946 zum ersten Nachkriegsjahrgang an der Akademie der Bildenden Künste München, eine der führenden Ausbildungsstätten für Bildhauerkunst in Europa. Hier lernte Koenig Bildhauerei in seinem ersten Studienjahr bei Joseph Wackerle. Anschließend wechselte Koenig als Meisterschüler in die Klasse vom als fortschrittlicher geltenden Anton Hiller und schloss 1952 unter Hiller sein Studium als Meisterschüler ab. 1951 ermöglichte ihm die Akademie als erstem Nachkriegsstudenten ein Auslandsstipendium in Paris. Hier wurde durch verschiedene Museumsbesuche Koenigs fortan zeitlebens ausgeprägte Begeisterung und Sammelleidenschaft für afrikanische Kunst geweckt. 1952 begann die lebenslang anhaltende Geschäftsbeziehung zur in München ansässigen Kunstgießerei Hans Mayr, die fortan nahezu alle Bronzeskulpturen für Koenig gegossen hat. 1957 wurde Koenig als Stipendiat der Villa Massimo der deutschen Akademie in Rom ausgewählt, die soeben erst der Bundesrepublik Deutschland von der italienischen Staatsregierung zurückerstattet worden war. 1958 stellte Koenig bei der XXIX. Biennale in Venedig aus und gestaltete mit seiner Kunst den deutschen Pavillon bei der Weltausstellung Expo 58 in Brüssel. 1959 konnte Koenig im Rahmen der II. documenta in Kassel ausstellen. Zudem zeigte die Galerie Franke in München die erste Einzelausstellung von Koenig.
Im Jahr 1956 hatte Koenig in zweiter Ehe seine in Landshut geborene langjährige Ehefrau Maria (* 4. Juni 1921 - † 1. Oktober 2010) geheiratet. 1960 erwarb Koenig mit seiner Gattin ein landwirtschaftliches Grundstück im Altdorfer Ortsteil Ganslberg nahe Landshut. 1961 entstanden nach seinen Vorstellungen Wohnhaus, Atelier und Stallungen. Das ländliche Leben ermöglichte dem leidenschaftlichen Reiter und Pferdeliebhaber seit frühester Kindheit den Aufbau einer eigenen Vollblutaraberzucht, die weltweite Berühmtheit erlangte und auch thematisch für seine künstlerische Arbeit von großer Bedeutung war. Schon im Jahr 1955 besuchte er das königliche Staatsgestüt El Zahraa im ägyptischen Kairo. Koenig war als Züchter von deutschen alten Blutlinien gepaart mit russischen Pferden aus Tersk bekannt. Aus Koenigs Zucht ging 1982 der Vollblutaraberhengst Nahbay hervor. Der seinerzeit als schönstes Pferd der Welt geltende Nahbay gewann 1993 das WAHO-Weltchampionat in Paris.

### Internationaler Durchbruch, Schaffung des Hauptwerks
Mit einer Einzelausstellung in der New Yorker Staempfli Gallery gelang Koenig 1961 der endgültige internationale Durchbruch. 1964 folgten Ausstellungen auf der documenta III und der XXXII. Biennale. Im selben Jahr wurde er als Professor für Plastisches Gestalten an die Technische Universität München berufen, wo er bis 1992 an der Ausbildung der Architekten mitwirkte.
Von 1968 bis 1971 erschuf Koenig sein Hauptwerk, das ihn zu Weltruhm führte: Die monumentale Bronzeskulptur Große Kugelkaryatide N.Y. (WVZ Sk 416) für die Brunnenanlage des Vorplatzes des sich noch im Bau befindlichen World Trade Centers in New York City. Während der Arbeit an der Großen Kugelkaryatide N.Y. wurde er 1969 zum Mitglied der Akademie der Künste Berlin und der Bayerischen Akademie der Schönen Künste in München bestellt. Die mehr als 20 Tonnen schwere und fast acht Meter hohe Großplastik konnte nach den Terroranschlägen am 11. September 2001 als einziges noch erhaltenes Kunstwerk beschädigt, aber weitestgehend intakt aus den Trümmern der eingestürzten Twin Towers geborgen werden. Seither ist die in den USA vornehmlich als The Sphere bekannte Bronzekugel zu einem bedeutenden symbolischen Mahnmal des 9/11-Gedenkens transformiert worden und steht seit August 2017 als Teil des 9/11 Memorial Museums im Liberty Park rund 200 Meter vom ursprünglichen Standort.
Fritz Koenig schuf im Verlauf der Jahrzehnte ein vielfältiges Werk, das er in repräsentativen Güssen bei sich auf seinem weitläufigen Landsitz in Ganslberg halten konnte. Darüber hinaus versammelten sich im Besitz des Bildhauers viele Bildwerke unterschiedlichster Kultur- und Zeiträume von der Antike bis zum 20. Jahrhundert, deren Qualität und Vielfalt Zeugnis von der lebenslangen Lust am Sammeln gaben. Koenigs Sammlungsschwerpunkt bildete eine weltweit renommierte Sammlung afrikanischer Kunstwerke.
Koenig war von 1961 bis 1972 Vorstandsmitglied im Deutschen Künstlerbund. Zudem war Fritz Koenig Träger einer Vielzahl von Auszeichnungen, darunter der Bayerische Maximiliansorden für Wissenschaft und Kunst und das Große Bundesverdienstkreuz.

### Stiftungsgründung, Tod
Im Jahr 1993 hatte das Ehepaar Koenig seinen gesamten Besitz der von ihm im selben Jahr errichteten Fritz-und-Maria-Koenig-Stiftung übertragen. Dies betraf vor allem das künstlerische Gesamtwerk des Bildhauers sowie die international renommierte Sammlung afrikanischer Kunst. Hinzu kommen Sammlungen von Gemälden und Plastiken von der Antike bis in das 20. Jahrhundert. Zudem gingen das Anwesen der Koenigs in Ganslberg bei Landshut mit seinen Ateliers, der Werkhalle „Kugelhalle“, den Schauräumen sowie den Stallungen in den Besitz der Stiftung über. Um Koenigs Werk und Sammlungen adäquat präsentieren und für die Nachwelt erhalten zu können, erklärte die Stadt Landshut im Gegenzug ihre Bereitschaft, das KOENIGmuseum zu bauen und zu unterhalten.
Am 22. Februar 2017 verstarb Koenig im Alter von 92 Jahren auf seinem Landsitz in Ganslberg. Der Kulturjournalist Hans Kratzer schrieb in einem Nachruf, Koenig zähle zu den bedeutendsten deutschen Bildhauern des 20. Jahrhunderts.

## Werk

### Einflüsse

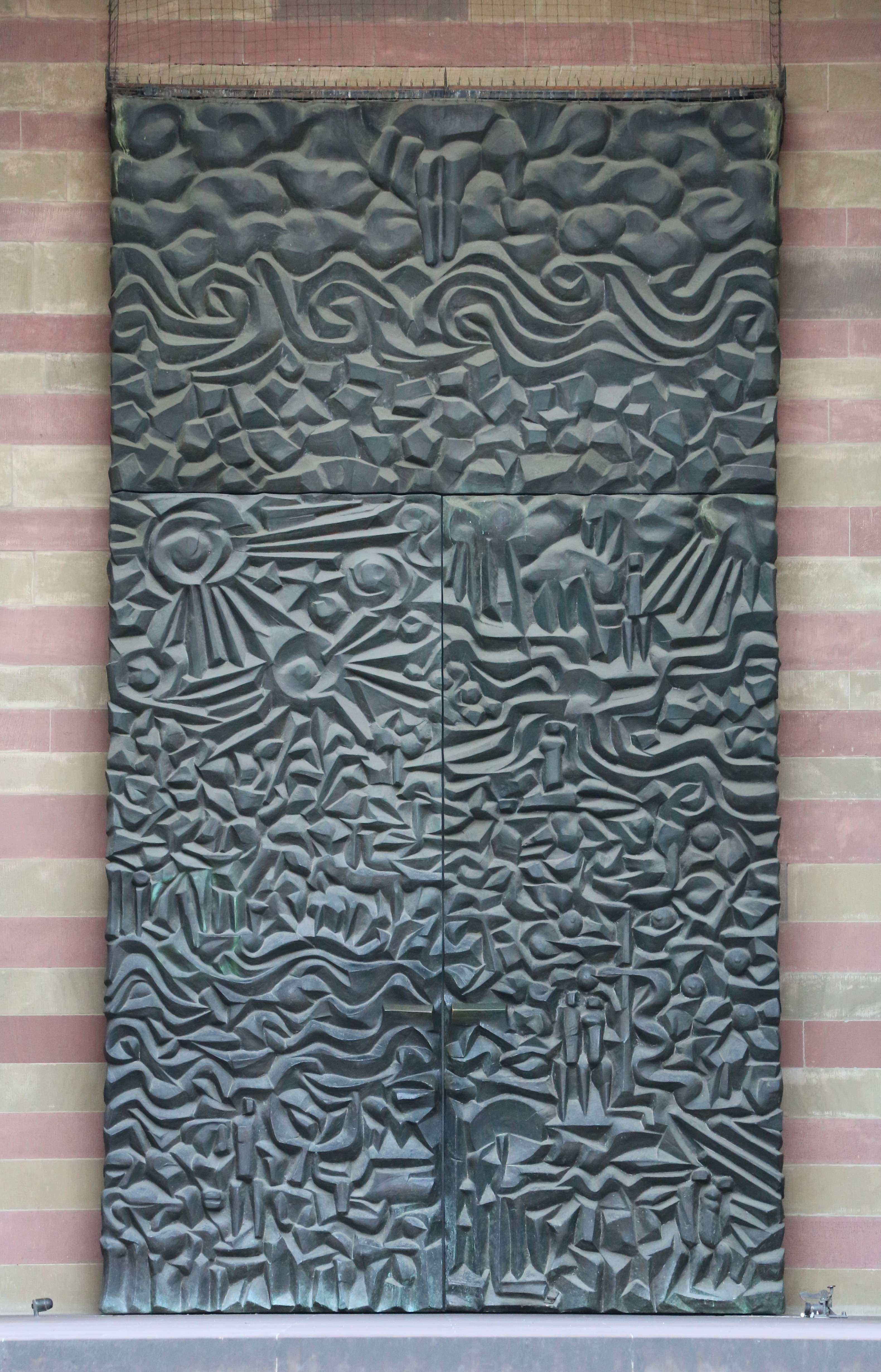
Koenigs Schöpfung (Sk 279), das Hauptportal des Würzburger Doms, wurde vom expressionistischen Reliefstil von Holzschnitten der Vorkriegszeit beeinflusst

Koenig gehörte zur letzten Schülergeneration der Münchner Bildhauerschule des späten 19. Jahrhunderts. Über seinen Lehrvater Anton Hiller (1893–1985) und dessen Lehrer Hermann Hahn (1868–1945) stand er in der Nachfolge von deren Gründervater Adolf von Hildebrand (1841–1921). Das Wesentliche, was Koenig an der Akademie in sich aufgenommen hatte, war das Kompositionsprinzip: Den Figuren liegt ein dreidimensionales, rechtwinkliges Koordinatensystem zugrunde bei gleichzeitig klar voneinander abgesetzten einzelnen Gliedern des menschlichen Körpers. In dieser „architektonischen“ Struktur der Figur bestand die Quintessenz der Münchner Bildhauerschule. Sie sollte Fritz Koenig und sein Werk lebenslang prägen. Zudem war das gesamte Schaffen der Münchner Bildhauerschule weitgehend eine formale Übung bei konventioneller Thematik. Inhalte galten fast nur als Vorwand für die Entstehung einer Plastik.
Während eines Studienaufenthalts in Paris 1951 entdeckte Koenig im Musée de l’Homme die afrikanische Kunst als eine künstlerische Inspirationsquelle, die ihn und sein Schaffen fortan entscheidend prägte. Hier traf Koenig auch auf den gleichgesinnten französischen Bildhauer César Baldaccini (1921–1998) der befand: „Ohne Afrika wären wir Bildhauer elendiglich verreckt!“.
Koenig wurde vor allem von nichtklassischer Kunst angezogen, beeinflusst und inspiriert. Auf einer Ägyptenreise 1955 waren es nicht die Pyramiden, sondern die aus Lehm geformten Taubenhäuser des Nildeltas, die ihn reizten. Dann waren es archaische etruskische Bronzen, später Keilschriften des Zweistromlands und die Höhlenmalereien der frühen Menschheit, die er in seine Kunst einfließen ließ. Mit den vom britischen Bildhauer Kenneth Armitage (1916–2002) inspirierten Plastiken Menge I und Menge II trat Koenig 1956 erstmals als bedeutender Bildhauer in Erscheinung. Der Koenig-Biograph Alexander Rudigier befand, dass der vielleicht dominanteste Katalysator bei Koenigs Verwandlung in einen Künstler der Moderne seine jahrelange Auseinandersetzung mit der Kunst Armitages zugrunde liegt.
Von Caspar David Friedrichs Einsamkeitsmotiven leitete Koenig Einzelfiguren und Paare ab, die statisch auf übergroßen Platten einsam stehen. Zu nennen sind hier Einsames Paar I (1959) oder Kleines kniendes Paar (1976). Darüber hinaus begann Koenig auch einen expressionistischen Reliefstil hervorzubringen. Als Anregung diente das expressionistisch interpretierte Medium Holzschnitt der Vorkriegszeit; als monumentales Hauptwerk entstanden die 5,50 m hohen Hauptportal-Türen des Würzburger Doms mit einer Darstellung der biblischen Schöpfung (Sk 279; 1962/67). Hier zeichnet Koenig aus ungeordneten, archaischen Symbolen heraus den Schöpfungsakt nach. Er trennt das Wasser vom Land, bringt Fische, Vögel und den Menschen zum Leben, und lässt Adam und Eva vom Baum der Erkenntnis kosten.
Natur, Mystik und Religiosität verbindet Koenig mit der Spannung zwischen Licht und Düsternis.

### Werkschwerpunkte und Leitmotive
Formaler wie auch inhaltlicher Kern von Koenigs Werk war die Vorstellung einer spirituellen und physischen Verschmelzung lebender Organismen und die Suche nach einer skulpturalen Form, die diese neu entstandene Verbindung auszudrücken vermag. Koenig galt dem New Yorker Galeristen George W. Staempfli als ein Künstler, der sich in einer radikal zeitgenössischen Formensprache ausdrückt, gleichzeitig uralte Überlieferungen zum Thema macht und allzeit gültige Fragen des Seins aufgreift.
Koenigs Werk konzentriert sich des Weiteren auf Figuren oder geometrische Formen. Typisch für zahlreiche Werke Koenigs ist die stilisierte Darstellung des menschlichen Körpers, bei der die Köpfe kugelförmig und die Körper und Gliedmaßen zylinderförmig ausgebildet sind. Fritz Koenigs Werk ist insbesondere von drei Leitmotiven geprägt: 1. Paarbegegnung, 2. Tod und Vergänglichkeit und 3. das Thema Pferd. Ähnlich wie bei Picasso der Stier, fungiert bei Fritz Koenig das Pferd als narratives Sinnbild einer Ästhetik des Wilden, Ungestümen, Triebhaften.
In seinen Arbeiten ging es Koenig zudem um das elementare „Dasein“ von Mensch und Tier im Spannungsfeld zwischen Religiosität und Mythologie. Der Mensch in der Fragilität seiner Existenz, im Spannungsfeld zwischen Liebe, Tod und Vergänglichkeit war ein weiteres tragendes Leitmotiv von Fritz Koenigs Schaffen. Insbesondere mit einem seiner berühmtesten Werke – das von ihm 1982 erschaffene Mahnmal der Bundesrepublik Deutschland auf dem Gelände des Konzentrationslagers Mauthausen (WVZ Sk 781) schlug Koenig sein Grundthema „Auseinandersetzung mit dem Tod“ an. Koenig entwickelte hier eine höchst eigene Formensprache, die an das Vokabular seines Lehrers Anton Hiller anknüpft und ihm eine asketische Radikalität abgewinnt. In stereometrisch abstrahierten Gebeinen, aufgebahrt in oder auf schreinartigen Kästen fand Koenig eine überaus wandlungsfähige Chiffre für die Hinfälligkeit des Menschen, für die Grunderfahrung des Daseins unter der Todesdrohung.

### 1930 bis 1945: Frühwerk
Von Fritz Koenig haben sich Kinderzeichnungen erhalten, die bereits seine außergewöhnliche Begabung als Sechsjähriger zeigen (z. B. Landshuter Hochzeit; 1930, WVZ Hz 0003 und Hz 0004). Die erste Werkgruppe, die sich von Koenig erhalten hat, sind etwa hundert Zeichnungen aus dem Krieg. Die zum Teil auf kleinen Transparentpapieren angefertigten Kunstwerke, schickte er mit der Feldpost nach Hause. Wie viele Menschen seiner Generation war Koenig während der Zeit des Dritten Reichs vom internationalen Kunstgeschehen weitestgehend isoliert. „Dennoch gelangen ihm bereits als junger Mann einige Arbeiten, die in gestalterischer und ikonischer Hinsicht manches Zukunftversprechen enthielten“, wie der Kunsthistoriker und Koenig-Experte Peter Anselm Riedl 2005 befand. 1943 entstand während Koenigs Fronteinsatzes in Russland die rembrandtisch gestimmte Feder-Pinsel-Zeichnung Zerstörtes Gehöft (HZ 0034), die erstmals Vanitasempfindungen seitens Koenig vermittelt. Isolierende Betonung des Hauptmotivs zeigen seine 1944 erstellten Bleistiftzeichnungen Dürre Sonnenblumen (WVZ Hz 40) und Kriegspferd, Rumänien (Hz 0093). Die Bleistiftzeichnung Selbst (Hz 0067) vom Januar 1944 dokumentiert einen damals Neunzehnjährigen, der die Härte einer Existenz im kriegerischen Militäreinsatz bereits voll erfahren hat. Leid und Hoffnungslosigkeit sprechen aus der ebenfalls 1944 entstandenen Kohlezeichnung Kniender (Hz 0116). Das mit skizzenhaften Strich bestrittene Kohleblatt Überall Tod (Hz 0125) aus dem Jahr 1945 betont erneut das Gefühl der Isolation.

### 1946 bis 1971: Schaffensphase bis zum Hauptwerk

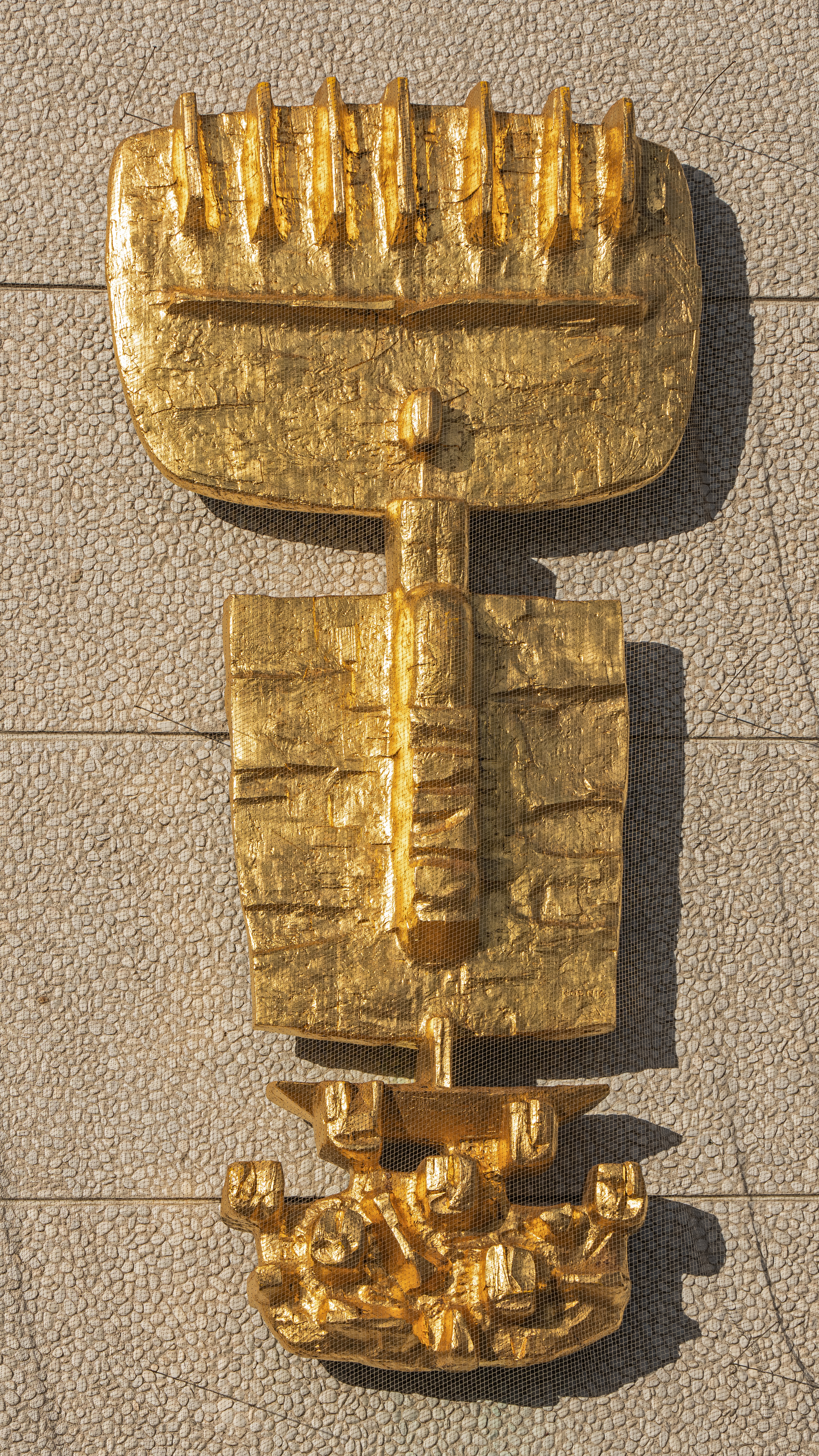
Das apokalyptische Weib und die Sieben Schlangen (WVZ Sk 268)

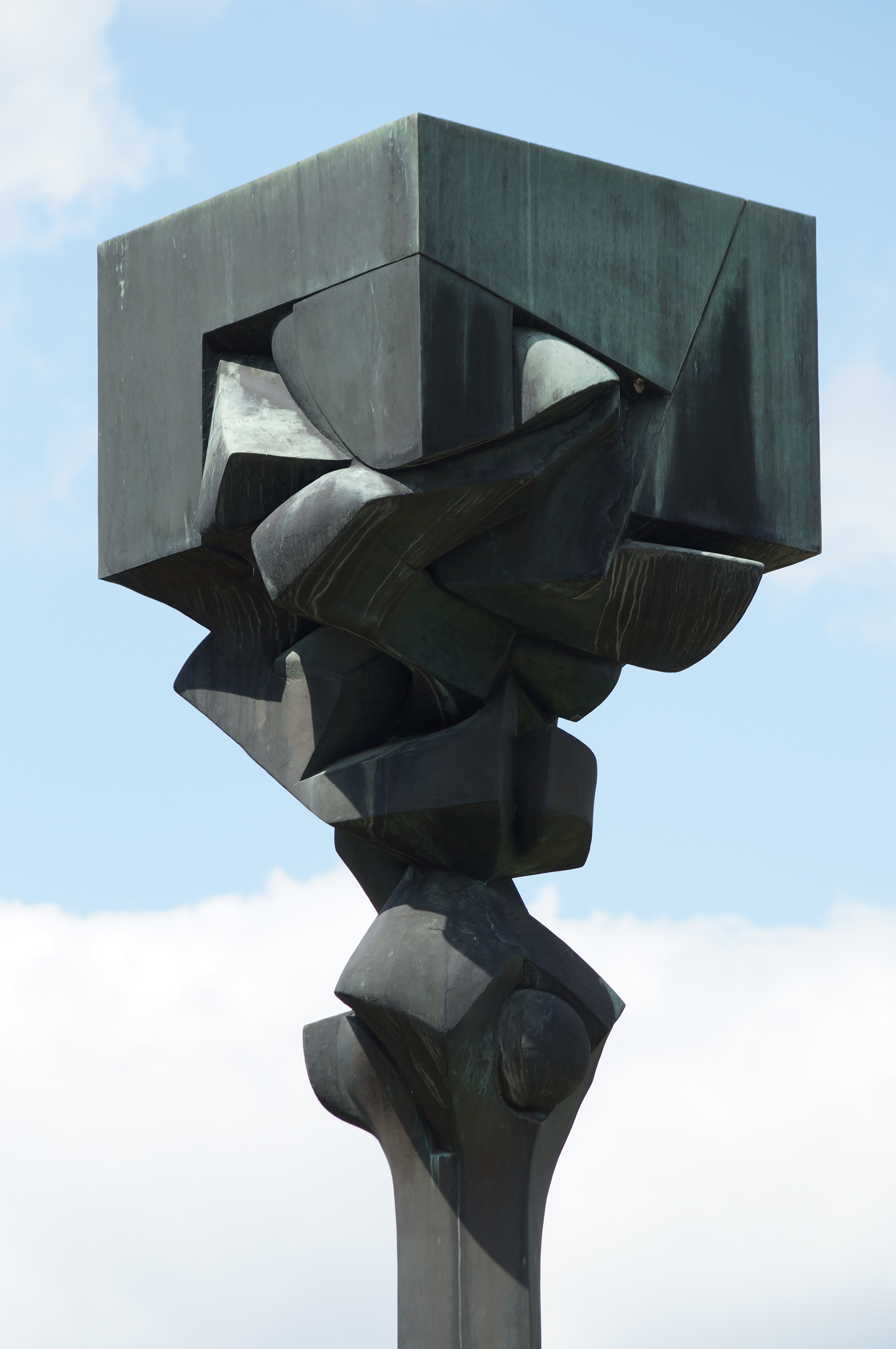
Große Säulenkaryatide R (WVZ Sk 386) aus der Werkgruppe der Karyatiden

Ganz zu Beginn der ersten Schaffensperiode, kurz vor seinem Eintritt in die Akademie, hatten Pubertät und Krieg seiner Kunst Inhalte verliehen, Lebenserfahrungen, die auch in Koenigs frühem skulpturalen Schaffen präsent blieben. Mit dem weitgehenden Abschluss der Entwicklung seiner Formensprache in den frühen 1970er Jahren kam es zu einer völligen Neuausrichtung seiner Kunst.
Die Nachkriegszeichnungen von 1947 mit den beiden Ruinenfeld-Variationen (Hz 0172 und 0173) lässt die Beklemmung des in die Heimat zurückgekehrten Koenig nachempfinden und sind Zeugnis seiner ersten Schaffungsphase. Koenig zeigt bereits hier mit seinen hartnäckig gezackten Konturen der Ruinen eine später von ihm oftmals und nachdrücklich angewandte Strategie: die konsequente Formwiederholung als Ausdrucksmittel. Auf dem Weg zur eigenen bildnerischen Ausdrucksweise spielten in der Folge Motive wie menschliche Akt- und Gewandfiguren und Tiere aus dem menschlichen Umfeld sowie traditionelle Themen aus dem profanen und religiösen Spektrum. So entstanden etwa die Tierplastiken der Hühnervogel (1951), der Hahnentritt (1951) und die Zwei Rinder (1955). Und doch verarbeitete Koenig auch immer wieder Kriegserinnerungen in seinem Frühwerk, wie in dem 1950 modellierten Flucht (Sk 40), das eine Frau mit panischem Entsetzen zeigt.
Die Verbindung von Quadern und Kugeln zu neuen organisch anmutenden Objekten machten Koenig Anfang der 1950er Jahre bekannt. In Fritz Koenigs Werk ergänzen sich die aus der Fläche kommenden Epitaphen mit den immer wiederkehrend auf die stereometrischen Grundformen von Kugel, Kegel und Zylinder reduzierten Karyatiden, antiken Formen der tragenden Säule in Frauengestalt. Diese aneinander und ineinandergefügten Grundformen machte Fritz Koenig bereits im Frühwerk zu seinem festen Vokabular. Bereits sein Frühwerk war zudem durch das Thema Vergänglichkeit geprägt, das sich in verschiedenen Fassungen und Interpretationen seiner Hiob-Skulpturen abbildet.
Geradezu eine neue Ära der Vergänglichkeitsikonographie beginnt bei Koenig mit der Erfindung eines Formtypus, der sich sehr eigenwillig auf herkömmliche Freimotive bezieht. In den frühen Formulierungen, wie im Großen Votiv II von 1959/60 (Sk 230), rahmt eine monstranzartig aufgeständerte Scheibe eine resolut vereinfachte menschliche Figur.
Die erste vollständige Neuschöpfung, die der mittlerweile Mitte dreißigjährige Koenig durch seine Beschäftigung mit dem Primitivismus gelang, war keine Skulptur, sondern die Architektur seines
eigenen Hauses Ganslberg bei Landshut. Das 1960 geplante und im darauffolgenden Jahr errichtete Künstlerhaus orientiert sich an altbairischen Bauformen mit einem Vierseithof und besitzt im Wohnraum einen gemauerten Ofen in einer Form, wie sie Fritz Koenig während des Krieges in Bessarabien gesehen hatte. Der Ganslberg mit seiner Stahl- und Glasarchitektur ist im Ergebnis eine Symbiose modernen Entwerfens in Verbindung mit traditionellen lokalen Baumaterialien wie Holz und Ziegel. Seit 2021 stehen das Wohnhaus und das Atelier unter Denkmalschutz sowie zwei dazugehörige Hallen unter Ensembleschutz. Darunter die Werkhalle, die 1967 eigens von Koenig in der Nähe seines Wohnhauses erbaut wurde, um dort seine Große Kugelkaryatide N.Y. erschaffen zu können.
Für die Berliner Gedenkkirche Maria Regina Martyrum fertigte Koenig die mit Gold überzogene Bronzeskulptur Das apokalyptische Weib und die Sieben Schlangen (1962, Sk 268) und die von mittelalterlicher Mystik inspirierte Bronzeskulptur Pietà (1962, Sk 276) an.
1963 kreierte Koenig den „Dogonstil“, bei dem Koenig die intuitive und ungefähre Stereometrie des westafrikanischen Stammes auf seine Kunst übertrug. Mit der 3,30 m hohen Bronzeskulptur Großer St. Martin (1963/64, Sk 319) hatte Koenig der afrikanischen Kunst eine neue Formensprache abgewonnen und sie mit dem europäischen Erbe verschmolzen. Mit einem Schlag entstand unvermittelt eines von Koenigs entwicklungsgeschichtlichen Schlüsselwerken, der ihn gleichzeitig zu einem der großen Bildhauer des 20. Jahrhunderts werden ließ. In den kommenden Jahrzehnten folgten zahlreiche weitere Skulpturen im „Dogonstil“. Herauszuheben seien hier die Epitaphen Kleines Epitaph (1972), Epitaph II (1972), Epitaph für Zwei III (1976), Epitaph V (1978/79), Großer Epitaph für Zwei (1977/78) und Großer Hiob (1976/77). Koenigs letztes Werk im „Dogonstil“ war Der Vogelmensch auf Knien (2013/14), das fast ein halbes Jahrhundert nach dem Großen St. Martin entstand.
Im direkten Anschluss und dem Erfolg mit seinem Großen St, Martin wandte sich Koenig in den Jahren ab 1963/64 erst einmal neuen Formenideen zu. Koenig entwickelte einen stereometrischen Stil. Das Thema seiner neuen, architektonischen Werkgruppe wurde die Karyatide. Die Karyatide war ein Motiv aus der antiken Architektur: eine Frau als Tragegestalt tritt in einem architektonischen Verbund an die Stelle einer Säule. Koenigs Karyatiden zeigen diese stereometrische Grundidee in höchst abstrakter Form, bestehend aus einer Basis, dem besagten organischen Gelenkstück und einem Gebälkfragment.
Ab 1966 entstanden weitere zahlreiche Variationen auf der Grundform der Karyatide, bestehend aus Körperstütze, Gelenk und Kopf. Gleichzeitig und in Anlehnung an seine Karyatiden erschuf Koenig eine Serie von Kreuzen, bei der er die Tektonik des christlichen Kreuz-Symbols verlebendigt. So verwandelte Koenig die Schnittstelle der Kreuzesbalken etwa bei dem Großen Kreuz I (Abb. 16) in eine organische, kugelförmige Gelenkstelle zwischen sich reckenden Gliedern. Als „lebendiges“ Kraftzentrum trägt sie die Last von oben und hält sie an den Seiten. So erweitert Koenig die inhaltliche Dimension.
Dann kam es bei Koenig zu einer formalen Entschlackung. Die früheste, das Große Rufzeichen 67 (1967, WVZ Sk 397), ist eine auf den Kopf gestellte Karyatide. Erst in späteren Ausformulierungen wird dieser Figurentyp dem üblichen Satzzeichen ähneln. Mit der Kugelkopfsäule I (1969) trat dann eine entscheidende Veränderung in der Kopfform ein. Im nächsten Schritt verwandelte Koenig diese zur Flora (1970), bei deren Formschöpfung auf einer Art gewaltigem Stängel eine Knospe sitzt, die gerade aufplatzt oder schon erblüht ist.
Im Zuge der Werkgruppe Karyatide entstand die von Koenig zwischen 1967 und 1971 geschaffene abstrakt-figurative Große Kugelkaryatide N.Y. Koenigs Hauptwerk und international bekannteste Arbeit ist vor allem in den USA besser bekannt als The Sphere. Die ursprünglich auf dem Vorplatz des World Trade Centers installierte bronzene Kugel überstand beschädigt, aber weitestgehend intakt, den Einsturz der Zwillingstürme infolge der Terroranschläge am 11. September 2001. Im Inneren der aufgerissenen Skulptur wurden unter anderem Wrackteile der in die Türme gestürzten Flugzeuge gefunden. Vom 11. März 2002 bis zum Sommer 2017 wurde die Skulptur als Mahnmal im New Yorker Battery Park aufgestellt. Am 16. August 2017 wurde die nahezu unrestaurierte Große Kugelkaryatide N.Y. im Liberty Park – Teil des neuen World Trade Centers – schließlich an ihrem vorerst letzten Standort erneut eingeweiht. Mit den durch die Anschläge verursachten Beschädigungen ist das gold- und bronzeschimmernde Kunstwerk heute zu einem Mahnmal transformiert und wird von den New Yorkern auch als „9/11“ („nine eleven“) bezeichnet. Im Eingangsbereich des neuen One World Trade Centers findet sich ein Modell der Großen Kugelkaryatide N.Y.

### 1971 bis 2017: Schaffensphase nach dem Hauptwerk

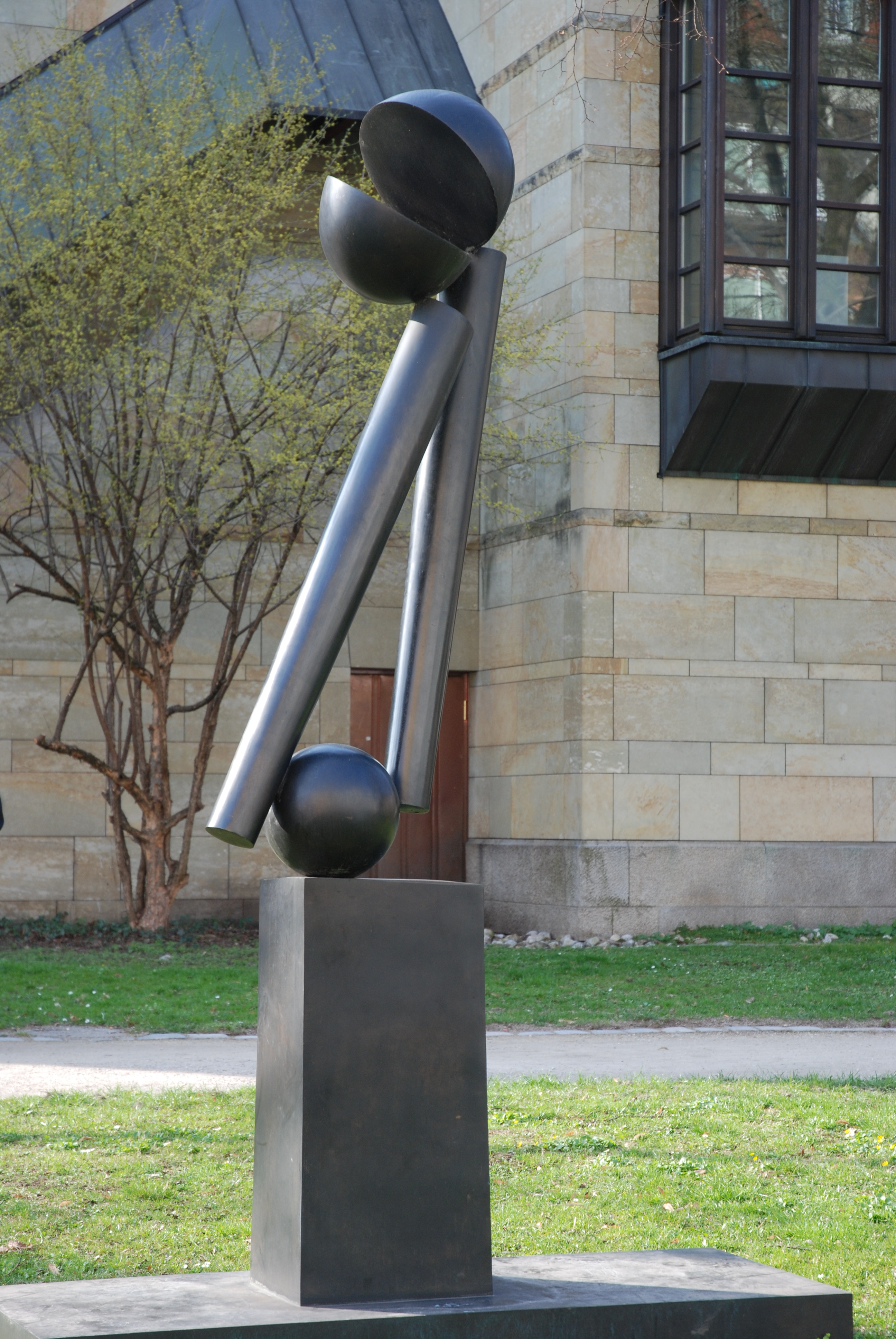
Große Zwei V in München

Im Anschluss an den Arbeiten an seiner Großplastik Große Kugelkaryatide N.Y. erfolgte eine grundlegende Zäsur in Koenigs Schaffen. In den vergangenen zwei Jahrzehnten hatte er die Darstellung der menschlichen Gestalt soweit in Richtung reiner Abstraktion entwickelt, dass sie fast gänzlich verschwunden war. Fortan erfolgte bei Koenig eine komplette Neuausrichtung und er stellte folglich die menschliche Gestalt ins Zentrum seines weiteren Schaffens. An diesem Zeitpunkt war Koenigs formale Entwicklung zum Großteil abgeschlossen und Inhalte traten in seiner Kunst in den Vordergrund. Zu seinen bereits vorhandenen Hauptthemen „das große Selbst“ und „Mann und Frau“ kamen folglich „Sexualität“ und „Tod“ als Inhalte hinzu. In der Folge verschränkte und verband Koenig diese Themen untereinander in seinen Werken.
Die figurative Darstellung der menschlichen Gestalt wurde von Koenig nun deutlich weniger abstrakt formuliert, stattdessen entstanden konstruierte Plastiken. Koenig beschränkte sich fortan ausschließlich auf einen Stab als Körper und einer Kugel als Kopf als Darstellungselemente für die menschliche Gestalt. 1971 begann Koenig seine Neuausrichtung mit der Werkgruppe Zwei, bei der nun die konstruierte Darstellung der menschlichen Gestalt im Mittelpunkt stand. Zwei ist eine Neuformulierung von Koenigs Frühwerk Paolo und Francessca (1958), dem Liebespaar aus Dantes Inferno. Aus dieser Werkgruppe gingen die Bronzeplastiken Zwei II (1972), Zwei VI (1973) und Große Zwei V (1973) hervor.
Im Folgejahr 1972 folgten die ersten Kreationen seiner Werkgruppe Epitaphen, bei der Koenig ebenfalls die nicht abstrakte Darstellung der menschlichen Gestalt ins Zentrum rückte. Mit den Epitaphen verband Koenig zwei seiner weiteren Hauptthemen: „Vergänglichkeit“ und „Auseinandersetzung mit dem Tod“. Bis 1988 nahmen die Epitaphe dominanten Raum in Koenigs Schaffen ein. Es entstanden Werke wie Kleines Epitaph (1972), Epitaph II (1972) und Epitaph für Zwei III (1976). Aus den Jahren 1976/77 stammt die erste Formulierung seiner Hiobsfigur, die zu den eindrucksvollsten Prägungen Koenigs überhaupt zählt. Das mittelalterliche Bildepitaph, in dessen geistiger Traditionslinie die Werkgruppe der Epitaphe von Koenig steht, ist im Gegensatz zu einem Grabmal nicht zwingend mit dem Begräbnisort einer Person verbunden. Auch die Epitaphe Koenigs sind dies folglich nicht. Sie dienen wie ihre vormodernen Entsprechungen dem Gedenken. Doch sind sie in ihrer Formensprache maximal verknappt und entindividualisiert. Koenigs Reduzierung des menschlichen Körpers auf stereometrische Grundformen wie Kugeln und Rundstäbe führt so zu einem Abstrahierungsprozess, der eine kathartische Allgemeingültigkeit der Bildaussage ermöglicht. In der Arbeit Kleines Epitaph V (1978) fügt Koenig in einem additiv-konstruierenden Verfahren einen gekrümmten, menschlichen Körper zusammen und bettet ihn auf einen hohen, langen Quader. Die Figur ragt partiell über die Liegefläche hinaus und erfährt dadurch eine zusätzliche, emotionale Aufladung.
1979 ließ sich Koenig für seine Skulptur Kleine Reiterstandbild von Artefakten aus seiner umfangreichen Sammlung afrikanischer Kunstobjekte inspirieren.
Der aus einem Eichenstamm gehauene und benagelte Große Hiob I (Sk 624) ist das erste Glied einer Werkkette, die zu einem Mahnmalsentwurf von 1990 (Sk 625) und einer Eisengußvariante mit dem Titel Hiob III von 1991 (Sk 950) weiterführt.

## Exposition

### Werke im öffentlichen Raum (Auswahl)
Zahlreiche Werke Koenigs sind im öffentlichen Raum und an prominenten Orten installiert, z. B. am Schloss Bellevue, den Deutschen Botschaften in Washington, D.C., London, Madrid und Dakar, dem Würzburger Dom und das im Münchener Olympiapark installierte, monumentale Denkmal für die Opfer des Olympiaattentats 1972 (Klagebalken, WVZ Sk 988) von 1995.
| Werk | Titel                                                         | Werkverzeichnis | Jahr      | Material          | Größe                 | Standort                                                 |
| ---- | ------------------------------------------------------------- | --------------- | --------- | ----------------- | --------------------- | -------------------------------------------------------- |
|      | Große Kugelkaryatide N.Y. (The Sphere)                        | Sk 416          | 1967/1971 | Bronze            | 7,64 × 5,20 m         | Liberty Park in New York City                            |
|      | Klagebalken (Denkmal für die Opfer des Olympiaattentats 1972) | Sk 988          | 1994/1995 | Granit (Monolith) | 1,85 × 10 × 1,02 m    | Olympiapark in München                                   |
|      | Das apokalyptische Weib und die Sieben Schlangen              | Sk 268          | 1962/1963 | Bronzevergoldet   | 5,80 m                | Fassade der Gedenkkirche Maria Regina Martyrum in Berlin |
|      | Große Flora L                                                 | Sk 637          | 1977/1978 | Bronze            | 2,00 × 2,00 m         | vor der Deutschen Botschaft in London                    |
|      | Schriftwand für das Mahnmal (Tor der Toten)                   | Sk 281          | 1962/1963 | Bronze            | 2,70 × 3,00 × 0,50 cm | Kriegsmahnmal Tor der Toten in Rheinberg                 |
|      | Flora III                                                     | Sk 479          | 1971      | Bronze            | 2,40 m                | Residenzstraße 1 – Residenz in München                   |
|      | Große Zwei V (Paolo und Francesca)                            | Sk 566          | 1973      | Bronze            | 2,62 × 1,645 × 0,65 m | Neue Pinakothek in München                               |
|      | Große Zwei VI                                                 | n.n.            | 1973/1982 | Bronze            | n.n.                  | Eingang vom Klinikum in München-Bogenhausen              |
|      | Großes Votiv K                                                | Sk 284          | 1962/1964 | Bronze            | 2,00 × 1,90 × 1,50 m  | Luisenstraße 33 in München                               |
|      | Große Säulenkaryatide B                                       | Sk 383          | 1966/1967 | Bronze            | 4,70 m                | Berliner Platz in Braunschweig                           |
|      | Großes Rufzeichen II                                          | Sk 486          | 1970/1972 | Bronze            | 7,50 m                | Am Schiffgraben in Hannover                              |
|      | Große Biga                                                    | Sk 1021         | 2000/2001 | Bronze            | 3,13 × 1,90 × 1,79 m  | Alte Pinakothek in München                               |
|      | Heiliger Martin und der Bettler                               | Sk 1058         | 2014      | Bronze            | 0,66 m                | Taufkapelle der Stiftsbasilika St. Martin in Landshut    |
|      | Hauptportal, Schöpfung                                        | Sk 279          | 1962/1967 | Bronze            | 5,50 × 3,50 m         | Würzburger Dom in Würzburg                               |
|      | Große Kugelkopfsäule IF                                       | Sk 441          | 1971      | Bronze            | 4,38 m                | vor Universitätsklinikum in Freiburg                     |
|      | Große Säulenkaryatide R                                       | Sk 386          | 1966/1968 | Bronze            | 9,00 m                | vor Universitätsklinikum in Regensburg                   |
|      | Brunnenstein                                                  | Sk 968          | 1992      | Granit            | 4,00 m                | vor Campus Weihenstephan in Freising                     |

### Werke im Koenigmuseum Landshut (Auswahl)
Ein bedeutender Teil von Koenigs Kunstwerken und seiner privaten Sammlungen befindet sich im Landshuter Koenigmuseum, das Koenig und seine Frau Maria ihrer Heimatstadt 1993 stifteten.
| Werk | Titel              | Werkverzeichnis | Jahr      | Material          | Größe                  | Standort                 |
| ---- | ------------------ | --------------- | --------- | ----------------- | ---------------------- | ------------------------ |
|      | Großer Janus       | Sk 847          | 1984/1985 | Eisen             | 2,52 × 0,675 × 0,675 m | KOENIGmuseum in Landshut |
|      | Große Zwei XXV     | Sk 790          | 1982/1983 | Bronze            | 3,10 × 2,30 × 1,40 m   | KOENIGmuseum in Landshut |
|      | Großer Trieb       | Sk 970          | 1993/1999 | Granit (Monolith) | 6,70 m                 | KOENIGmuseum in Landshut |
|      | Großes Bouquet III | Sk 391          | 1967/1994 | Bronze            | 1,76 m                 | KOENIGmuseum in Landshut |

### Ausstellungen
- 1958: XXIX. Biennale in Venedig
- 1958: Gestaltung mit seiner Kunst des deutschen Pavillons bei der Weltausstellung Expo 58 in Brüssel
- 1959: erste Einzelausstellung Galerie Günther Franke, Villa Stuck in München
- 1959: documenta II in Kassel
- 1961: erste Einzelausstellung Galerie Staempfli in New York City
- 1964: XXXII. Biennale in Venedig
- 1970: Einzelausstellung der Zeichnungen in der Albrecht-Dürer-Gesellschaft in Nürnberg
- 1974: Retrospektive in der Staatsgalerie Moderne Kunst in München
- 1979: Ausstellung in der gotischen Minoritenkirche der Städtischen Museen Regensburg
- 1988: Ausstellung in der Neuen Pinakothek in München
- 1988: Werkschau Memento in Landshut
- 1989: Ausstellung in der Akademie der Künste Berlin
- 1993: Ausstellung in der Galerie Pels-Leusden, Villa Grisebach in Berlin
- 1995: Retrospektive Fritz Koenig. Skulptur und Zeichnung 1942–1997 im Rahmen der Eröffnung des KOENIGmuseums in Landshut
- 2000: Ausstellung Mein Afrika. im KOENIGmuseum in Landshut
- 2001: Ausstellung im Museum Beelden aan Zee in Scheveningen (Niederlande)
- 2002: Ausstellung Fritz Koenig. Zeichnungen, Papierschnitte, Kartonrelifs im KOENIGmuseum in Landshut
- 2004: Ausstellung Fritz Koenig. Meine Arche Noah im KOENIGmuseum in Landshut (bis zum Jahr 2008)
- 2008: Ausstellung Aufstellung 2008 im KOENIGmuseum in Landshut

Quellen:

### Retrospektive in den Uffizien
Koenigs individuelle Formensprache führte ihn zu weltweitem Ruhm, der sich auch in der Teilnahme an zahlreichen bedeutenden internationalen Ausstellungen und Wettbewerben zeigte. Eine besondere Würdigung seines Schaffens war die vom 21. Juni 2018 bis 7. Oktober 2018 posthum veranstaltete Retrospektive Fritz Koenig 1924–2017. La Retrospettiva in den Uffizien und dem Boboli-Garten der italienischen Kulturmetropole Florenz. Verantwortlich für die Ausstellung waren Uffizien-Direktor Eike D. Schmidt sowie die renommierten Kunsthistoriker Stefanje Weinmayr und Alexander Rudigier. Eike D. Schmidt fasste zusammen, dass es sich um die bisher umfangreichste, gezeigte Retrospektive von Fritz Koenig handelte. Zudem war die Fritz-Koenig-Ausstellung die größte Skulpturenausstellung für einen einzelnen Künstler, die es in Florenz und ganz Italien je gab. Die Koenig-Retrospektive mit rund 160 Exponaten zählte 1,2 Millionen Besucher.

### Jubiläumsausstellungen zum 100. Geburtstag
- 2024: Fritz Koenig – Lebensstationen im KOENIGmuseum in Landshut (20. Juni 2024 bis 31. Juli 2024)[65]
- 2024: Fritz Koenig in New York im Goethe-Haus in New York City (28. Juni 2024 bis 30. Juni 2024)[66]
- 2024: Fritz Koenig in Venedig – A Century in Motion im Rahmen der internationalen Kunstausstellung Biennale Arte in Venedig (28. Oktober 2024)[67]
- 2024: Fritz Koenig und die Antike in der Glyptothek in München (13. November 2024 bis 2. März 2025)[68]
- 2025: Fritz Koenig auf dem Ganslberg mit der Öffnung des Künstleranwesens (Juni bis Juli 2025)[69]

## Auszeichnungen
- 1952: Preis im internationalen Wettbewerb für das Denkmal des unbekannten politischen Gefangenen in London
- 1957: Kunstpreis der Böttcherstraße
- 1957: Stipendiat der Villa Massimo in Rom
- 1993: Maximiliansorden für Wissenschaft und Kunst
- 2001: Pro meritis scientiae et litterarum
- 2001: Kulturpreis der OBAG

Quellen:

## Rezeption
Fritz Koenig gilt als einer der bedeutendsten deutschen Bildhauer des 20. Jahrhunderts mit weltweitem Renommee. Bayerns Kultusminister Ludwig Spaenle (CSU) würdigte Koenig „als wahrhaft großen Künstler, der mit seinen Werken weltweit in Erinnerung bleiben wird“. Der Bildhauer habe „von Berlin über Madrid bis New York die Bildhauerei maßgeblich geprägt“ und viele Menschen mit seinen Werken inspiriert.
Die weltweit auflagenstärkste italienische Tageszeitung Corriere della Sera verglich Fritz Koenig mit Michelangelo, ein Kritiker der Frankfurter Allgemeine Zeitung stellte Koenig mit dem im 15. Jahrhundert wirkenden italienischen Renaissance-Bildhauer Donatello auf eine Stufe.
In einem Nachruf befand die Deutsche Presse-Agentur (dpa), dass Fritz Koenig mit seinen gewaltigen Skulpturen die Kunstwelt begeisterte.

## Dokumentarfilme
- Dagmar Damek: Fritz Koenig und seine Welt. BR, 1974
- Percy Adlon: Fritz Koenig. BR, 1979–2002
- Percy Adlon: Fritz Koenigs Kugel – Der deutsche Bildhauer Fritz Koenig im Trümmerfeld von Ground Zero. BR, 2002
- Astrid Bscher: Koenigs New Yorker Kugel – Eine Skulptur wird zum Symbol. BR, 2021